# Zohuala
Zohuala är en ort i Mexiko.   Den ligger i kommunen Huejutla de Reyes och delstaten Hidalgo, i den sydöstra delen av landet, 210 km norr om huvudstaden Mexico City. Zohuala ligger 99 meter över havet och antalet invånare är 532.
Terrängen runt Zohuala är platt åt nordväst, men åt sydost är den kuperad. Runt Zohuala är det ganska tätbefolkat, med 248 invånare per kvadratkilometer. Närmaste större samhälle är Huejutla de Reyes, 12,2 km sydost om Zohuala. Omgivningarna runt Zohuala är en mosaik av jordbruksmark och naturlig växtlighet.